# Ocho casos de Poirot
Ocho casos de Poirot (Título original en inglés: The Under Dog and Other Stories) es un libro de la escritora británica Agatha Christie, publicado originalmente en Estados Unidos por Dodd, Mead and Company en 1951. En España fue publicado por Editorial Molino en 1957.
El libro está compuesto por compuesto por 8 relatos cortos (9 en la edición original en inglés), protagonizados todos ellos por el célebre detective Hércules Poirot.

## Edición española (1957): Historias
Todas las historias contenidas en este libro, excepto la primera, fueron incluidas en dos posteriores recopilaciones: Pudding de Navidad y Primeros casos de Poirot. Los títulos de los relatos son:
- El inferior (The Under Dog)

- El expreso de Plymouth (The Plymouth Express)

- El caso del baile de la Victoria (The Affair at the Victory Ball)

- El misterio de Market Basing (The Market Basing Mystery)

- El misterio de Cornualles (The Cornish Mystery)

- El rey de trébol (The King of Clubs)

- El robo de los planos del submarino (The Submarine Plans)

- La aventura de la cocinera (The Adventure of the Clapham Cook)

## Edición original (1951)
La versión original estadounidense incluyó, además de los relatos anteriores, uno más ya había sido publicado en España también como parte de la colección Primeros casos de Poirot:
- La herencia de los LeMesurier (The LeMesurier Inheritance)

## Adaptaciones en cine, televisión o teatro

### Agatha Christie: Poirot
Seis de las ocho historias incluidas en Ocho casos de Poirot han sido llevadas a la pequeña pantalla como capítulos de la serie Agatha Christie: Poirot, producida por la británica ITV, con David Suchet en el papel de Poirot, Hugh Fraser como Hastings, Philip Jackson como Japp y Pauline Moran como Miss Lemon. Las adaptaciones por orden de emisión (de la V.O.) son:

Primera Temporada
- Episodio 1: La aventura de la cocinera de Clapman: 08/01/1989
- Episodio 9: El rey de trébol: 12/03/1989

Segunda Temporada
- Episodio 4: El misterio de Cornualles: 28/01/1990

Tercera Temporada
- Episodio 4: El expreso de Plymouth: 20/01/1991
- Episodio 10: El caso del baile de la Victoria: 03/03/1991

Quinta Temporada
- Episodio 2: El inferior: 24/01/1993